# David Hartley

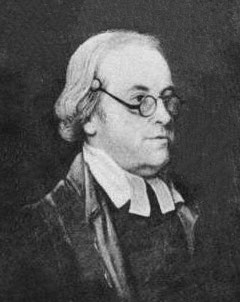
Portret brytyjskiego filozofa Davida Hartleya

David Hartley (ur. 30 sierpnia 1705 w Luddenden, zm. 28 sierpnia 1755 w Bath) – angielski filozof i lekarz. Uważany za twórcę szkoły asocjacjonistycznej w psychologii. Była to pierwsza próba powiązania zdarzeń mentalnych i zdarzeń w mózgu.

## Życiorys
Wychował się w Halifax, jego matka zmarła trzy miesiące po porodzie, a ojciec kiedy David miał 15 lat. Jako najstarszy syn anglikańskiego kleryka dorastał w skromnych domostwach w Halifax i Leeds. Uczęszczał do szkoły średniej w Bradford, a następnie do Jesus College na Uniwersytecie Cambridge . Kariera akademicka przypadała na lata od około 1726 do 1730 roku, kiedy to ożenił się. Do tego czasu opublikował ponad trzydzieści dziewięć artykułów, często zmieniając swoje poglądy. Wcześnie rozważał karierę duchownego, później chciał studiować fizykę – ostatecznie rozpoczął medycynę. Praktykę medyczną rozpoczął w Newark, następnie kontynuował ją w Bury St. Edmunds (1730-35) i Londynie (1735-42). Na ślubnym kobiercu stawał dwa razy. W 1730 ożenił się z Alice Rowley (zmarła w 1731 roku), która urodziła syna Davida (1731-1813). W 1735 roku wziął ślub z Elizabeth Packer (1713-78), mimo sprzeciwu wpływowej rodziny panny młodej. Para miała dwójkę dzieci: Mary (1736-1803) i Wincombe Henry (1740-94). Mimo powikłań, jako że cierpiał z powodu kamieni w pęcherzu, prowadził zdrowy i aktywny tryb życia do końca swoich dni. Jako praktykujący medycynę, angażował się także w badania matematyczne. Oddany był intelektualnym i filantropicznym projektom. Dzieło jego życia to Observations on Man z 1749 roku. W 1742 przeprowadził się do Bath, gdzie pozostał do śmierci. Istnieje problem z określeniem rzeczywistej daty śmierci Hartleya, niektórzy historycy mówią o roku 1757.

## Filozofia
Myśl filozoficzna Davida Hartleya wpłynęła niezwykle na brytyjska szkołę filozoficzną mająca ugruntowanie w empiryzmie, materializmie oraz determinizmie. Głównymi zainteresowaniami brytyjskiego myśliciela były: neurologia, etyka oraz psychologia.
Najważniejsze osiągnięcie stanowił pomysł teorii asocjacji w psychologii. Inspiracji w swoich badaniach szukał m.in.: u Johna Locke'a (tabula rasa) i Thomasa Reida. Sam stał się inspiracją dla znanego psychologa i współtwórcy amerykańskiego pragmatyzmu – Williama Jamesa. Jego rozważania opierały się na kilku przesłankach. Poniższe zestawienie w skrótowy sposób obrazuje jego myśli.

### Doktryna asocjacji
Asocjacja, czyli uczenie odbywa się za pomocą dwóch praw (association by and repetition):
- prawo bezpośredniego sąsiedztwa, stykania się podmiotu poznającego z przedmiotem poznania (contiguity). Hartley twierdził, że w wyjaśniając procesy poznawcze (uczenie itp.) należy uwzględnić: pamięć, rozumowanie, emocje oraz zależne i niezależne reakcje (działania). Wszystkie te czynniki występują bezpośrednio razem.
- prawa powtarzania (repetition), jest to twierdzenie głoszące: jeśli dwie myśli – pojęcia występują często i wspólnie, tym samym będą chętniej przyswojone.

Popierał idee człowieka jako pustej tablicy (blank state), jak tabula rasa u Johna Locke’a.
Jak Locke twierdził, że umysł ludzki jest czystą tablicą, jest zależny do uzyskiwanych wrażeń zmysłowych od otoczenia itd. Natomiast świadomość jest istotą powstałą ze zbioru prostych wrażeń. Dzięki takiemu podejściu fenomen pamięci i zjawisko emocji stawały się łatwiejsze do wytłumaczenia i zrozumienia. Owe fenomeny (zdaniem Hartleya) opierały się na zasadach graniczenia, synchronizacji oraz kolejności (uporządkowania zdarzeń). Czyli na naczelnych prawach asocjacji.

### Doktryna wibracji
Sugerował, jakoby nerwy były sztywnymi i trwałymi strukturami. A wibracje poszczególnych nerwów przenosiły (transmitowały) impulsy z jednego miejsca w ciele do następnego. Wykładnia Hartleya z zakresu medycyny dała nowoczesnym naukom silne ugruntowanie. Chodzi tutaj o utwierdzenie powiązania między stanami fizjologicznymi i psychologicznymi. Ponieważ sama teoria fizyczna jest niewystarczająca. Hartley wierzył, że doznania zmysłowe są rezultatem wibracji małych cząsteczek znajdujących się w nerwach m.in. mózgu. Podobnie jak Newton sądził, że charakter tej materii był zależny od doznań i położenia ciała np. elastyczny i rzadki w przypadku braku kontaktu z konkretnym obiektem lub gęstszy w odwrotnej sytuacji. Natomiast asocjacje wrażeń i idei wynikają z wibracji małych cząsteczek w mózgu. Przyjemność w tym przypadku jest wynikiem rzadkich i umiarkowanych wibracji, ból jest rezultatem wibracji doprowadzających do zerwania ciągłości nerwów. Tym samym wibracje oddziaływają na mózgu ludzki, tendencje do występowania słabych wibracji oraz podobnego rodzaju, korespondują do z teorią uczuć – teorii powstawania emocji (Hartleya).

### Najważniejsze dzieło –Observations on Man
Do najważniejszych dzieł Hartleya zalicza się "Observations on Man" z 1749 roku, gdzie drogą analizy uszkodzeń w mózgu oraz zaburzeń neurologicznych lekarz i filozof brytyjski dochodzi do zadziwiających wniosków. Wszelkie zaburzenia i dysfunkcje mózgu i centralnego układu nerwowego (choć całkowicie nie poznanego wtedy) zawsze związane są ze zmianami myślenia i percepcji.

## Dzieła
- An Introduction towards an Essay on the Origin of the Passions, in which it is endeavored to be shown how they are all acquired, and that they are none other than Associations of ideas of our own making, or that we learn from others (1741).
- Conjecturae quaedam de sensu, motu, et idearum generatione, Appendix do De Lithontriptico a Joanna Stephens nuper invento Dissertatio Epistolaris (Bath, 1746); Metaphysical Tracts by English Philosophers (1837); tłumaczenie Robert E.A. Palmer.
- Various Conjectures on the Perception, Motion, and Generation of Ideas (przedruk w 1959).
- An Enquiry into the Origin of the Human Appetites and Affections shewing how each arises from Association, with an account of the entrance of moral evil into the world, to which are added Some Remarks on the Independent Scheme, which deduces all obligation on God’s part and Man’s from certain abstract relation, truth, &c. (Lincoln, 1747).
- Observations on Man, his frame, his duty, and his expectations. W dwóch częściach (1749; pierwsza edycja, tłumaczenie z niemieckiego, wraz z A Sketch of the Life and Character of David Hartley autorstwa jego syna David Hartley, 1791; pierwszy przedruk ze wstępem Theodora L. Hugueleta, Delmar, New York, 1976).
- Prayers and Religious Meditations (Bath, 1810).